# Agramonte (Cuba)
Pour les articles homonymes, voir Agramonte.
Agramonte est un village de Cuba situé dans la province de Matanzas à l'ouest de l'ile.